# La Bodeguita del Medio
La Bodeguita del Medio es un restaurante y bar de La Habana en Cuba, uno de los lugares turísticos de la ciudad por donde han pasado numerosos visitantes, desde escritores hasta políticos, quienes han dejado su huella en el local mediante algún recuerdo, fotos, objetos o grafitis en sus paredes. En ellas, se pueden encontrar copias de firmas como la de Errol Flynn y la de Salvador Allende. El local es conocido por sus mojitos cubanos que sirven y por haber sido frecuentado por Ernest Hemingway, quien estuvo muy presente en la cultura habanera. El escritor dejó una frase, muy conocida en toda La Habana Vieja, que dice: “Mi mojito en La Bodeguita, mi daiquirí en El Floridita”.
En sus salas se puede disfrutar del ambiente típico cubano, con su gastronomía, sus tabacos y su música, que recogen toda la esencia de la tradición.

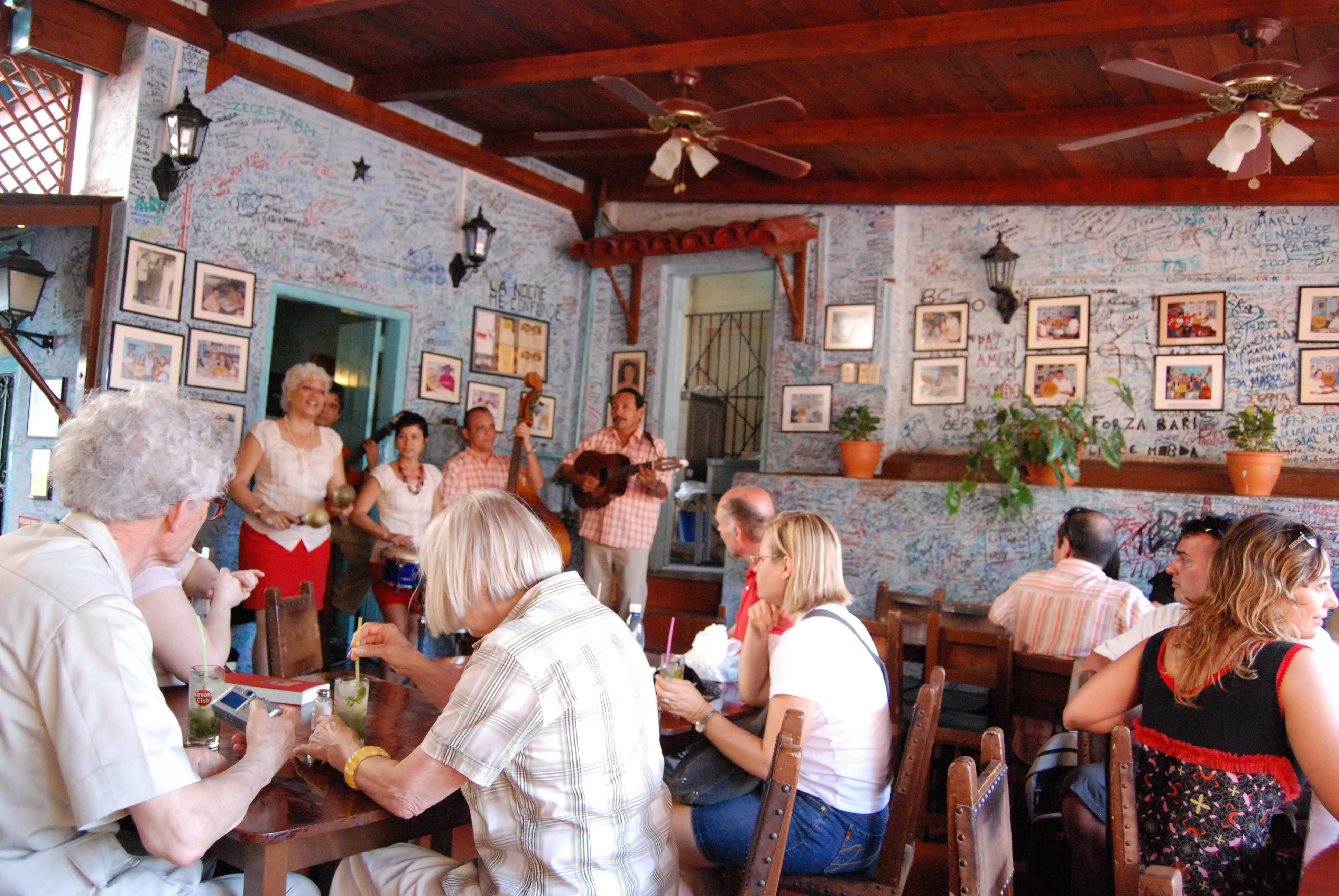
La Bodeguita del Medio en La Habana, Cuba.

## Historia
En 1942, Ángel Martínez compró la bodega La Complaciente en la calle Empedrado de La Habana Vieja. Se convertiría en Casa Martínez, donde se vendían productos típicos y se daban algunas comidas y la gente acudía con sus amigos. Ese local sería el embrión de la actual Bodeguita. Al poco tiempo de que la bodega se convirtiera en Bodeguita, empezaron a acudir personajes relevantes como Gabriela Mistral, Agustín Lara, Pablo Neruda, Ernest Hemingway, Nicolás Guillén, y Carlos Mastronardi.
Félix Ayón era el director de una editora habanera que fue a vivir al lado de Casa Martínez, donde comenzó a realizar comidas con sus clientes y amigos. Las comidas tuvieron éxito, era la típica comida criolla, y en 1948 el establecimiento dio paso a la actual Bodeguita del Medio.
La ubicación de las sedes ministeriales en La Habana Vieja provocó demanda de establecimientos de comidas y, aunque la Casa Martínez no las servía, acabó por hacerlo.
En 1949, entró como cocinera Silvia Torres, "la china", que convertiría su arte de cocinar en un negocio de éxito. El 26 de abril de 1950 se inauguró oficialmente la Bodeguita del Medio.
Después de 1959, la Bodeguita del Medio fue cerrada en medio de una ofensiva revolucionaria y sus paredes pintadas, por lo que se perdieron las firmas originales que las personas habían estampado en ellas. También se perdieron algunas de las fotografías que allí colgaban. Gracias a Salvador Allende, quien fuera años más tarde presidente de Chile, se reabrió el local. Por algunas fotos recuperadas, y por otras donadas, se pudo reconstruir el ambiente de su época, y dibujar las firmas perdidas.
En septiembre de 1997 una bomba estallaría en La Bodeguita, dentro de una oleada radical en contra de locales de lujo turísticos, varias docenas de personas resultarían heridas. El mercenario salvadoreño Ernesto Cruz sería convicto por el acto.
En la actualidad hay establecimientos con el mismo nombre en otros lugares del mundo tales como Argentina, Costa Rica, Bolivia, México, Colombia, Venezuela, Alemania,  Inglaterra, Praga en República Checa y Gijón en España.
- En el local se muestra un supuesto manuscrito de Ernest Hemingway: My mojito in La Bodeguita, My daiquiri in El Floridita es decir "Mi mojito en la Bodeguita... y mi daiquirí en el Floridita". Se trata de un texto apócrifo y de una leyenda, ya que el escritor no era habitual de la Bodeguita.[2]
- Nicolás Guillén le dedicó estos versos haciendo referencia a las características y el simbolismo de este singular restaurante:

La Bodeguita es ya la bodegona,

que en triunfo al aire su estandarte agita,

más sea bodegona o bodeguita

La Habana de ella con razón blasona.

Hártase bien allí quien bien abona

plata, guano, parné, pastora, guita.

Mas si no tiene un kilo y de hambre grita.

No faltara cuidado a su persona.

La copa en alto, mientras Puebla entona

su canción, y Martínez precipita.

Marejadas de añejo, de otra zona.

Brindo porque la historia se repita,

y porque es ya la bodegona,

nunca deje de ser La bodeguita.

### Origen del nombre
En Cuba, casi todas las fondas (restaurantes modestos) y bodegas (pequeños mercados de vecindario) se hallaban estratégicamente situados en las esquinas o extremos de una calle. 
Originalmente, y antes de ser un restaurante, este local había sido una bodega que, a diferencia del resto, estaba a mitad de una calle. Cuando el local pasó a ser restaurante, su dueño decidió conservar el nombre con el que los clientes ya habían bautizado su negocio.

## Menú
El menú es típicamente criollo: arroz blanco, habichuelas pintas, jamón de cerdo, yuca con mojo, masa de puerco o pollo, pernil de puerco asado en su jugó, chicharrones de cerdo y plátanos maduros o tostones, acompañado de bebidas típicas cubanas, como el mojito, además de tabacos.